# قهرمانی کشتی جهان ۲۰۲۳
قهرمانی کشتی جهان ۲۰۲۳ هفتاد و سومین دوره از قهرمانی‌های کشتی جهان و همچنین نوزدهمین نسخه با ترکیب رویدادها می‌باشد که از ۱۶ تا ۲۴ سپتامبر ۲۰۲۳ در بلگراد، صربستان برگزار شد. در این دورهٔ مسابقات جهانی، کشتی گیران شانس کسب ۹۰ سهمیهٔ بازی های المپیک تابستانی ۲۰۲۴ را خواهند داشت.

## مکان برگزاری
اشتارک آرنا میزبان رقابت‌های قهرمانی جهان ۲۰۲۳ بود.
| صربستان، بلگراد |
| اشتارک آرنا     |
| گنجایش: ۱۹٬۳۹۴  |
|                 |

## زمان برگزاری
زمان ها به وقت تهران اعلام شده است.(UTC+3:30)
| تاریخ                  | زمان        | رویداد |
| ---------------------- | ----------- | --- |
| ۱۶ سپتامبر (۲۵ شهریور) | ۱۲.۰۰-۱۶.۳۰ | مقدماتی آزاد مردان اوزان ۶۱، ۷۰، ۸۶ و ۱۲۵ کیلوگرم                                                                   |
| ۱۶ سپتامبر (۲۵ شهریور) | ۱۸.۳۰-۱۹.۴۵ | نیمه‌نهایی آزاد مردان اوزان ۶۱، ۷۰، ۸۶ و ۱۲۵ کیلوگرم                                                                 |
| ۱۷ سپتامبر (۲۶ شهریور) | ۱۲.۰۰-۱۶.۳۰ | مقدماتی تا نیمه‌نهایی آزاد مردان اوزان ۵۷، ۷۴، ۷۹ و ۹۲ کیلوگرم و شانس مجدد آزاد مردان اوزان ۶۱، ۷۰، ۸۶ و ۱۲۵ کیلوگرم |
| ۱۷ سپتامبر (۲۶ شهریور) | ۱۸.۱۵-۱۹.۱۵ | نیمه‌نهایی آزاد مردان اوزان ۵۷، ۷۴، ۷۹ و ۹۲ کیلوگرم                                                                  |
| ۱۷ سپتامبر (۲۶ شهریور) | ۱۹.۳۰-۲۲.۳۰ | فینال آزاد مردان اوزان ۶۱، ۷۰، ۸۶ و ۱۲۵ کیلوگرم                                                                     |
| ۱۸ سپتامبر (۲۷ شهریور) | ۱۲.۰۰-۱۶.۳۰ | مقدماتی آزاد مردان اوزان ۶۵ و ۹۷ کیلوگرم و شانس مجدد آزاد مردان اوزان ۵۷، ۷۴، ۷۹ و ۹۲ کیلوگرم                       |
| ۱۸ سپتامبر (۲۷ شهریور) | ۱۸.۱۵-۱۹.۱۵ | نیمه‌نهایی آزاد مردان اوزان ۶۵ و ۹۷ کیلوگرم                                                                          |
| ۱۸ سپتامبر (۲۷ شهریور) | ۱۹.۳۰-۲۲.۳۰ | فینال آزاد مردان اوزان ۵۷، ۷۴، ۷۹ و ۹۲ کیلوگرم                                                                      |
| ۱۹ سپتامبر (۲۸ شهریور) | ۱۲.۰۰-۱۶.۳۰ | مقدماتی آزاد زنان اوزان ۵۰، ۵۷، ۶۵ و ۷۶ کیلوگرم و شانس مجدد آزاد مردان اوزان ۶۵ و ۹۷ کیلوگرم                        |
| ۱۹ سپتامبر (۲۸ شهریور) | ۱۸.۱۵-۱۹.۱۵ | نیمه‌نهایی آزاد زنان اوزان ۵۰، ۵۷، ۶۵ و ۷۶ کیلوگرم                                                                   |
| ۱۹ سپتامبر (۲۸ شهریور) | ۱۹.۳۰-۲۲.۳۰ | فینال آزاد مردان اوزان ۶۵ و ۹۷ کیلوگرم                                                                              |
| ۲۰ سپتامبر (۲۹ شهریور) | ۱۲.۰۰-۱۶.۳۰ | مقدماتی آزاد زنان اوزان ۵۳، ۶۲، ۶۸ و ۷۲ کیلوگرم و شانس مجدد آزاد زنان اوزان ۵۰، ۵۷، ۶۵ و ۷۶ کیلوگرم                 |
| ۲۰ سپتامبر (۲۹ شهریور) | ۱۸.۱۵-۱۹.۱۵ | نیمه‌نهایی آزاد زنان اوزان ۵۳، ۶۲، ۶۸ و ۷۲ کیلوگرم                                                                   |
| ۲۰ سپتامبر (۲۹ شهریور) | ۱۹.۳۰-۲۲.۳۰ | فینال آزاد زنان اوزان ۵۰، ۵۷، ۶۵ و ۷۶ کیلوگرم                                                                       |
| ۲۱ سپتامبر (۳۰ شهریور) | ۱۲.۰۰-۱۶.۳۰ | مقدماتی فرنگی مردان اوزان ۵۵، ۷۷، ۸۲ و ۱۳۰ کیلوگرم و شانس مجدد آزاد زنان اوزان ۵۳، ۶۲، ۶۸ و ۷۲ کیلوگرم              |
| ۲۱ سپتامبر (۳۰ شهریور) | ۱۸.۱۵-۱۹.۱۵ | نیمه‌نهایی فرنگی مردان اوزان ۵۵، ۷۷، ۸۲ و ۱۳۰ کیلوگرم                                                                |
| ۲۱ سپتامبر (۳۰ شهریور) | ۱۹.۳۰-۲۲.۳۰ | فینال آزاد زنان اوزان ۵۳، ۶۲، ۶۸ و ۷۲ کیلوگرم                                                                       |
| ۲۲ سپتامبر (۳۱ شهریور) | ۱۲.۰۰-۱۶.۳۰ | مقدماتی فرنگی مردان اوزان ۶۰، ۷۲ و ۹۷ کیلوگرم و شانس مجدد فرنگی مردان اوزان ۵۵، ۷۷، ۸۲ و ۱۳۰ کیلوگرم                |
| ۲۲ سپتامبر (۳۱ شهریور) | ۱۸.۱۵-۱۹.۱۵ | نیمه‌نهایی فرنگی مردان اوزان ۶۰، ۷۲ و ۹۷ کیلوگرم                                                                     |
| ۲۲ سپتامبر (۳۱ شهریور) | ۱۹.۳۰-۲۲.۳۰ | فینال فرنگی مردان اوزان ۵۵، ۷۷، ۸۲ و ۱۳۰ کیلوگرم                                                                    |
| ۲۳ سپتامبر (اول مهر)   | ۱۲.۰۰-۱۶.۳۰ | مقدماتی فرنگی مردان اوزان ۶۳، ۶۷ و ۸۷ کیلوگرم و شانس مجدد فرنگی مردان اوزان ۶۰، ۷۲ و ۹۷ کیلوگرم                     |
| ۲۳ سپتامبر (اول مهر)   | ۱۸.۱۵-۱۹.۱۵ | نیمه‌نهایی فرنگی مردان اوزان ۶۳، ۶۷ و ۸۷ کیلوگرم                                                                     |
| ۲۳ سپتامبر (اول مهر)   | ۱۹.۳۰-۲۲.۳۰ | فینال فرنگی مردان اوزان ۶۰، ۷۲ و ۹۷ کیلوگرم                                                                         |
| ۲۴ سپتامبر (۲ مهر)     | ۱۹.۰۰-۱۸.۰۰ | شانس مجدد فرنگی مردان اوزان ۶۳، ۶۷ و ۸۷ کیلوگرم                                                                     |
| ۲۴ سپتامبر (۲ مهر)     | ۱۹.۳۰-۲۲.۰۰ | فینال فرنگی مردان اوزان ۶۳، ۶۷ و ۸۷ کیلوگرم                                                                         |

## جدول مدال‌ها
*   کشور میزبان (صربستان)
| رتبه            | کشور                  | طلا | نقره | برنز | مجموع |
| --------------- | --------------------- | --- | ---- | ---- | ----- |
| ۱               | ژاپن                  | ۶   | ۳    | ۳    | ۱۲    |
| ۲               | ایالات متحده آمریکا   | ۴   | ۳    | ۷    | ۱۴    |
| ۳               | قرقیزستان             | ۳   | ۱    | ۱    | ۵     |
| ۴               | آذربایجان             | ۲   | ۵    | ۰    | ۷     |
| ۵               | ایران                 | ۲   | ۳    | ۴    | ۹     |
| –               | ورزشکاران مجاز بی طرف | ۲   | ۲    | ۲    | ۶     |
| ۶               | ترکیه                 | ۲   | ۱    | ۴    | ۷     |
| ۷               | مجارستان              | ۲   | ۱    | ۰    | ۳     |
| ۸               | کوبا                  | ۲   | ۰    | ۱    | ۳     |
| ۹               | گرجستان               | ۱   | ۳    | ۲    | ۶     |
| ۱۰              | صربستان               | ۱   | ۰    | ۴    | ۵     |
| ۱۱              | چین                   | ۱   | ۰    | ۳    | ۴     |
| ۱۲              | قزاقستان              | ۱   | ۰    | ۲    | ۳     |
| ۱۳              | فرانسه                | ۱   | ۰    | ۱    | ۲     |
| ۱۴              | بحرین                 | ۱   | ۰    | ۰    | ۱     |
| ۱۵              | مغولستان              | ۰   | ۳    | ۰    | ۳     |
| ۱۶              | اوکراین               | ۰   | ۱    | ۴    | ۵     |
| ۱۷              | ارمنستان              | ۰   | ۱    | ۰    | ۱     |
| ۱۷              | مولدووا               | ۰   | ۱    | ۰    | ۱     |
| ۱۷              | پورتوریکو             | ۰   | ۱    | ۰    | ۱     |
| ۲۰              | بلغارستان             | ۰   | ۰    | ۳    | ۳     |
| ۲۱              | ازبکستان              | ۰   | ۰    | ۲    | ۲     |
| ۲۲              | آلمان                 | ۰   | ۰    | ۱    | ۱     |
| ۲۲              | اتحادیه جهانی کشتی    | ۰   | ۰    | ۱    | ۱     |
| ۲۲              | اکوادور               | ۰   | ۰    | ۱    | ۱     |
| ۲۲              | سان مارینو            | ۰   | ۰    | ۱    | ۱     |
| ۲۲              | مصر                   | ۰   | ۰    | ۱    | ۱     |
| ۲۲              | نیجریه                | ۰   | ۰    | ۱    | ۱     |
| ۲۲              | چک                    | ۰   | ۰    | ۱    | ۱     |
| ۲۲              | کلمبیا                | ۰   | ۰    | ۱    | ۱     |
| ۳۰              | آلبانی                | ۰   | ۰    | ۰    | ۰     |
| ۳۰              | نروژ                  | ۰   | ۰    | ۰    | ۰     |
| مجموع (۳۱ کشور) | مجموع (۳۱ کشور)       | ۳۱  | ۲۹   | ۵۱   | ۱۱۱   |

## رده‌بندی تیمی
| رتبه | آزاد مردان          | آزاد مردان | فرنگی مردان      | فرنگی مردان | آزاد زنان           | آزاد زنان |
| رتبه | تیم                 | امتیازات   | تیم              | امتیازات    | تیم                 | امتیازات  |
| ---- | ------------------- | ---------- | ---------------- | ----------- | ------------------- | --------- |
| ۱    | ایالات متحده آمریکا | ۱۴۸        | جمهوری آذربایجان | ۱۲۰         | ژاپن                | ۱۹۵       |
| ۲    | ایران               | ۱۱۰        | ایران            | ۱۰۲         | ایالات متحده آمریکا | ۱۳۵       |
| ۳    | گرجستان             | ۸۰         | ترکیه            | ۹۳          | مغولستان            | ۸۰        |
| ۴    | قزاقستان            | ۷۴         | کوبا             | ۷۳          | چین                 | ۶۵        |
| ۵    | جمهوری آذربایجان    | ۶۶         | ارمنستان         | ۶۵          | اوکراین             | ۵۹        |
| ۶    | ژاپن                | ۶۱         | قرقیزستان        | ۶۰          | مولدووا             | ۵۸        |
| ۷    | ارمنستان            | ۴۹         | گرجستان          | ۵۹          | ترکیه               | ۵۵        |
| ۸    | ترکیه               | ۴۲         | مجارستان         | ۵۷          | قرقیزستان           | ۴۷        |
| ۹    | صربستان             | ۴۰         | ازبکستان         | ۵۲          | اتحادیه جهانی کشتی  | ۳۹        |
| ۱۰   | مجارستان            | ۳۷         | صربستان          | ۴۹          | آلمان               | ۲۲        |

## خلاصه مدال

### آزاد مردان
| رویداد      | طلا                                   | نقره                                    | برنز                                |
| ----------- | ------------------------------------- | --------------------------------------- | ----------------------------------- |
| ۵۷ کیلوگرم  | استوان میشیچ · صربستان                | ری هیگوچی · ژاپن                        | آرسن هارتونیان · ارمنستان           |
| ۵۷ کیلوگرم  | استوان میشیچ · صربستان                | ری هیگوچی · ژاپن                        | زلیمخان آباکاروف · آلبانی           |
| ۶۱ کیلوگرم  | ویتو آراجائو · ایالات متحده آمریکا    | عباس‌گادژی ماگومدف ورزشکاران مجاز بی طرف | تایربک ژوماشبک اولو · قرقیزستان     |
| ۶۱ کیلوگرم  | ویتو آراجائو · ایالات متحده آمریکا    | عباس‌گادژی ماگومدف ورزشکاران مجاز بی طرف | شوتا فارتنادزه · گرجستان            |
| ۶۵ کیلوگرم  | اسماعیل موساکایف · مجارستان           | سباستین ریورا · پورتوریکو               | شامیل ممدوف ورزشکاران مجاز بی طرف   |
| ۶۵ کیلوگرم  | اسماعیل موساکایف · مجارستان           | سباستین ریورا · پورتوریکو               | وازگن توانیان · ارمنستان            |
| ۷۰ کیلوگرم  | زاین رترفورد · ایالات متحده آمریکا    | امیرمحمد یزدانی · ایران                 | رمضان رمضانوف · بلغارستان           |
| ۷۰ کیلوگرم  | زاین رترفورد · ایالات متحده آمریکا    | امیرمحمد یزدانی · ایران                 | آرمان آندرئاسیان · ارمنستان         |
| ۷۴ کیلوگرم  | زائوربک سیداکوف ورزشکاران مجاز بی طرف | کایل داک · ایالات متحده آمریکا          | ختاگ تسابولوف · صربستان             |
| ۷۴ کیلوگرم  | زائوربک سیداکوف ورزشکاران مجاز بی طرف | کایل داک · ایالات متحده آمریکا          | دایچی تاکاتانی · ژاپن               |
| ۷۹ کیلوگرم  | احمد عثمانوف ورزشکاران مجاز بی طرف    | ولادیمیر گامکرلیدزه · گرجستان           | محمد نخودی · ایران                  |
| ۷۹ کیلوگرم  | احمد عثمانوف ورزشکاران مجاز بی طرف    | ولادیمیر گامکرلیدزه · گرجستان           | واسیل میخایلوف · اوکراین            |
| ۸۶ کیلوگرم  | دیوید تیلور · ایالات متحده آمریکا     | حسن یزدانی · ایران                      | مایلس امینی · سان مارینو            |
| ۸۶ کیلوگرم  | دیوید تیلور · ایالات متحده آمریکا     | حسن یزدانی · ایران                      | عظمت دولتبکوف · قزاقستان            |
| ۹۲ کیلوگرم  | رضابک آیتموخان · قزاقستان             | عثمان نورمحمدف · آذربایجان              | فیض‌الله آکتورک · ترکیه              |
| ۹۲ کیلوگرم  | رضابک آیتموخان · قزاقستان             | عثمان نورمحمدف · آذربایجان              | زاهید والنسیا · ایالات متحده آمریکا |
| ۹۷ کیلوگرم  | احمد تاژدینوف · بحرین                 | ماگومدخان ماگومدوف · آذربایجان          | کایل اسنایدر · ایالات متحده آمریکا  |
| ۹۷ کیلوگرم  | احمد تاژدینوف · بحرین                 | ماگومدخان ماگومدوف · آذربایجان          | گیوی ماتچاراشویلی · گرجستان         |
| ۱۲۵ کیلوگرم | امیرحسین زارع · ایران                 | گنو پتریاشویلی · گرجستان                | طاها آکگل · ترکیه                   |
| ۱۲۵ کیلوگرم | امیرحسین زارع · ایران                 | گنو پتریاشویلی · گرجستان                | میسون پاریس · ایالات متحده آمریکا   |

### فرنگی
| رویداد      | طلا                           | نقره                         | برنز                               |
| ۵۵ کیلوگرم  | الدانیز عزیزلی · آذربایجان    | نوگزاری تسورتسومیا · گرجستان | پویا دادمرز · ایران                |
| ۵۵ کیلوگرم  | الدانیز عزیزلی · آذربایجان    | نوگزاری تسورتسومیا · گرجستان | جسوربک اورتیبکوف · ازبکستان        |
| ۶۰ کیلوگرم  | ژولامان شارشنبکوف · قرقیزستان | کنیچیرو فومیتا · ژاپن        | کااو لیگو · چین                    |
| ۶۰ کیلوگرم  | ژولامان شارشنبکوف · قرقیزستان | کنیچیرو فومیتا · ژاپن        | اسلام‌جان بهرام‌اف · ازبکستان        |
| ۶۳ کیلوگرم  | لری ابولادزه · گرجستان        | مراد ممدوف · آذربایجان       | انس باشار · ترکیه                  |
| ۶۳ کیلوگرم  | لری ابولادزه · گرجستان        | مراد ممدوف · آذربایجان       | گئورگی تیبیلوف · صربستان           |
| ۶۷ کیلوگرم  | لوئیس اورتا · کوبا            | حسرت جعفروف · آذربایجان      | ماته نمس · صربستان                 |
| ۶۷ کیلوگرم  | لوئیس اورتا · کوبا            | حسرت جعفروف · آذربایجان      | محمدرضا گرایی · ایران              |
| ۷۲ کیلوگرم  | ابراهیم غانم · فرانسه         | روبرت فریتش · مجارستان       | سلچوک کان · ترکیه                  |
| ۷۲ کیلوگرم  | ابراهیم غانم · فرانسه         | روبرت فریتش · مجارستان       | علی ارسلان · صربستان               |
| ۷۷ کیلوگرم  | آکژول محموداف · قرقیزستان     | سانان سلیمانوف · آذربایجان   | مالخاس آمویان · ارمنستان           |
| ۷۷ کیلوگرم  | آکژول محموداف · قرقیزستان     | سانان سلیمانوف · آذربایجان   | نائو کوساکا · ژاپن                 |
| ۸۲ کیلوگرم  | رفیق حسینوف · آذربایجان       | علیرضا مهمدی · ایران         | یاروسلاو فیلچاکوف · اوکراین        |
| ۸۲ کیلوگرم  | رفیق حسینوف · آذربایجان       | علیرضا مهمدی · ایران         | آئوس گونیبوف ورزشکاران مجاز بی طرف |
| ۸۷ کیلوگرم  | علی چنگیز · ترکیه             | طلا مشترک                    | ژان بلنیوک · اوکراین               |
| ۸۷ کیلوگرم  | داوید لوسونچی · مجارستان      | طلا مشترک                    | سمن نوویکوف · بلغارستان            |
| ۹۷ کیلوگرم  | گابریل روسیلو · کوبا          | آرتور آلکسانیان · ارمنستان   | آرتور عمروف · چک                   |
| ۹۷ کیلوگرم  | گابریل روسیلو · کوبا          | آرتور آلکسانیان · ارمنستان   | محمدهادی ساروی · ایران             |
| ۱۳۰ کیلوگرم | امین میرزازاده · ایران        | رضا کایالپ · ترکیه           | عبدالطیف محمد · مصر                |
| ۱۳۰ کیلوگرم | امین میرزازاده · ایران        | رضا کایالپ · ترکیه           | اسکار پینو · کوبا                  |

### آزاد زنان
| رویداد     | طلا                             | نقره                                 | برنز                                  |
| ---------- | ------------------------------- | ------------------------------------ | ------------------------------------- |
| ۵۰ کیلوگرم | یویی سوساکی · ژاپن              | دولگورگاوین اوتگونجارگال · مغولستان  | فنگ زیگی · چین                        |
| ۵۰ کیلوگرم | یویی سوساکی · ژاپن              | دولگورگاوین اوتگونجارگال · مغولستان  | سارا هیلدبراندت · ایالات متحده آمریکا |
| ۵۳ کیلوگرم | آکاری فوجینامی · ژاپن           | وانسا کالادینسکایا                   | لوسیا یپز · اکوادور                   |
| ۵۳ کیلوگرم | آکاری فوجینامی · ژاپن           | وانسا کالادینسکایا                   | آنتیم پنغال اتحادیه جهانی کشتی        |
| ۵۵ کیلوگرم | هارونا اوکونو · ژاپن            | جاکارا وینچستر · ایالات متحده آمریکا | ماریانا دراگوتان · مولدووا            |
| ۵۵ کیلوگرم | هارونا اوکونو · ژاپن            | جاکارا وینچستر · ایالات متحده آمریکا | آناستازیا بلایواس · آلمان             |
| ۵۷ کیلوگرم | تسوگومی ساکورای · ژاپن          | آناستازیا نیچیتا · مولدووا           | اودونایو آدکورویه · نیجریه            |
| ۵۷ کیلوگرم | تسوگومی ساکورای · ژاپن          | آناستازیا نیچیتا · مولدووا           | هلن مرولیس · ایالات متحده آمریکا      |
| ۵۹ کیلوگرم | ژانگ کی · چین                   | یولیا تکاچ · اوکراین                 | جنیفر راجرز · ایالات متحده آمریکا     |
| ۵۹ کیلوگرم | ژانگ کی · چین                   | یولیا تکاچ · اوکراین                 | اوتلیه هوئی · نروژ                    |
| ۶۲ کیلوگرم | آیسولو تینیبکووا · قرقیزستان    | ساکورا موتوکی · ژاپن                 | گریس بولن · نروژ                      |
| ۶۲ کیلوگرم | آیسولو تینیبکووا · قرقیزستان    | ساکورا موتوکی · ژاپن                 | ایرینا کولیادنکو · اوکراین            |
| ۶۵ کیلوگرم | نونوکا اوزاکی · ژاپن            | مکی کیلتی · ایالات متحده آمریکا      | میمی هریستوا · بلغارستان              |
| ۶۵ کیلوگرم | نونوکا اوزاکی · ژاپن            | مکی کیلتی · ایالات متحده آمریکا      | لیلی لیلی · چین                       |
| ۶۸ کیلوگرم | بوسه توسون · ترکیه              | انخسایخان دلگرما · مغولستان          | کومبا لاروک · فرانسه                  |
| ۶۸ کیلوگرم | بوسه توسون · ترکیه              | انخسایخان دلگرما · مغولستان          | ایرینا رینگاچی · مولدووا              |
| ۷۲ کیلوگرم | آمیت الور · ایالات متحده آمریکا | انخ-آمارین داواناسان · مغولستان      | جمیله باکبرگنووا · قزاقستان           |
| ۷۲ کیلوگرم | آمیت الور · ایالات متحده آمریکا | انخ-آمارین داواناسان · مغولستان      | میوا موریکاوا · ژاپن                  |
| ۷۶ کیلوگرم | یوکا کاگامی · ژاپن              | آی‌پری مدد قزی · قرقیزستان            | تاتیانا رنتریا · کلمبیا               |
| ۷۶ کیلوگرم | یوکا کاگامی · ژاپن              | آی‌پری مدد قزی · قرقیزستان            | ادلاین گری · ایالات متحده آمریکا      |

## حضور جنجالی برادران گرایی
در جریان برگزاری رقابت محمدرضا گرایی مقابل حریف ژاپنی در مسابقات کشتی فرنگی قهرمانی جهان، در شرایطی که گرایی در حال شکست مقابل حریف خود بود، یک بطری آب از روی سکوهای تماشاگران به روی تشک پرتاب شد؛ اتفاقی که منجر به وقفه در جریان مبارزه و در نهایت پیروزی محمدرضا گرایی شد. ژاپنی‌ها با اعلام  این که برادر محمدرضا گرایی عامل پرتاب بطری به روی تشک بوده است خواستار برخورد با محمدعلی گرایی شدند که در نهایت نیز وی از روی سکو به بیرون سالن مسابقات هدایت شد. پس از این اتفاق و ایجاد وقفه در کشتی، محمدرضا گرایی در ادامه با نتیجه ۱۱ بر ۱۰ بر حریف ژاپنی خود پیروز شد  و در نهایت مدال برنز و سهمیه المپیک گرفت اما کشتی‌گیر ژاپنی حذف شد. اتحادیه جهانی کشتی محمدعلی گرایی را به دلیل انجام این کار تا اطلاع ثانوی از حضور در میادین کشتی محروم کرده است و قرار است کمیته انضباطی این اتحادیه درباره وی رای نهایی خود را اعلام کند. محمدعلی گرایی پیش از این مدال برنز مسابقات جهانی ۲۰۱۷، ۲۰۱۹ و ۲۰۲۱ را از آن خود کرده بود. از این رو ممکن است شامل محرومیت یک ساله از حضور در میادین کشتی شود که با این حساب وی حضور در المپیک را از دست خواهد داد. 

## نکته ها
1. ↑  در نتیجه تحریم های اعمال شده در پی حمله روسیه به اوکراین در سال 2022، کشتی گیران روسیه و بلاروس مجاز به استفاده از نام، پرچم یا سرود روسیه یا بلاروس نبودند. آنها در عوض به عنوان ورزشکاران خنثی انفرادی طبق تصمیم کمیته بین‌المللی المپیک که توسط اتحادیه جهانی کشتی اجرا شد، شرکت کردند. اصلاً هیچ پرچمی، حتی پرچم اتحادیه جهانی کشتی برای این هیئت ها استفاده نشد. اتحادیه جهانی کشتی مدال های کسب شده توسط این کشتی گیران را در جدول رسمی مدال ها لحاظ نمی کند، نتایج آنها در رده بندی تیمی محاسبه نشده است.
2. 1 2  در نتیجه تحریم‌های اتحادیه جهانی کشتی که فدراسیون کشتی هند
 را به دلیل عدم برگزاری به موقع انتخابات خود اعمال کرد، کشتی‌گیران هندی اجازه استفاده از نام، پرچم یا سرود هند را نداشتند. آنها در عوض با نام و پرچم اتحادیه جهانی کشتی (UWW) شرکت کردند.